# South Waikato District
Der South Waikato District ist eine zur Region Waikato zählende Verwaltungseinheit in Neuseeland. Der Rat des Distrikts, South Waikato District Council (Distriktrat) genannt, hat seinen Sitz in der Stadt Tokoroa, ebenso wie die Verwaltung des Distrikts.

## Geographie

### Geographische Lage
Der Distrikt liegt mit 1819 km² reiner Landfläche im mittleren Bereich der Distrikt in der Region Waikato bezogen auf ihre Größe. Mit 22.074 im Jahr 2013 gezählten Einwohnern kommt der Distrikt auf eine Bevölkerungsdichte von 12,1 Einwohner pro km².
Westlich des Distriktes grenzen der Waipa District und der Otorohanga District an. Im Norden tut dies der Matamata-Piako District, im Süden der Taupō District und im Osten der Western Bay of Plenty District, der bereits zur Region Bay of Plenty gezählt wird, sowie der Distrikt Rotorua Lakes, der fast je zu Hälfte zu Region Waikato und  der Region Bay of Plenty gehört. Der Distrikt liegt in einer bis zu knapp 800 m hohen Berglandschaft, die nach Nordwesten in eine Hügellandschaft mit einem in Richtung Matamata lang ausgedehntem Tal ausläuft.
Neben der rund 13.500 Einwohner großen Verwaltungshauptstadt Tokoroa zählt die Stadt Putāruru mit rund 3750 Einwohnern zu den größeren Orten des Distrikts.

### Klima
Die Sommer sind warm und zuweilen feucht, die Winter hingegen mild. Die bevorzugte Windrichtung ist West bis Südwest, die Niederschläge liegen zwischen 1400 und 1500 mm und die Sonnenscheindauer bei 1900 Stunden pro Jahr.

## Bevölkerung

### Bevölkerungsentwicklung
Von den 22.074 Einwohnern des Distrikts waren 2013 6762 Einwohner māoristämmig (30,6 %). Damit lebten 1,1 % der Māori-Bevölkerung des Landes in dem South Waikato District. Das durchschnittliche Einkommen in der Bevölkerung lag 2013 bei 23.800 NZ$ gegenüber 28.500 NZ$ im Landesdurchschnitt.

### Herkunft und Sprachen
Die Frage nach der Zugehörigkeit einer ethnischen Gruppe beantworteten in der Volkszählung 2013 70,4 % mit Europäer zu sein, 32,6 % gaben an Māori-Wurzeln zu haben, 12,1 % kamen von den Inseln des pazifischen Raums und 3,1 % stammten aus Asien (Mehrfachnennungen waren möglich). 14,1 % der Bevölkerung gab an in Übersee geboren zu sein und 7,4 % der Bevölkerung sprachen Māori, unter den Māori 20,0 %.

## Politik

### Verwaltung
Der South Waikato District ist selbst noch einmal in drei Wards eingeteilt, dem Tokoroa Ward mit sechs Councillors (Ratsmitgliedern), dem Putāruru Ward mit drei und dem Tirau Ward mit einem. Zusammen mit dem Mayor (Bürgermeister) bilden sie den District Council (Distriktsrat). Der Bürgermeister und die zehn Ratsmitglieder werden alle drei Jahre neu gewählt.

## Wirtschaft
Das Hauptstandbein der Wirtschaft ist die Viehzucht im Nordwesten sowie die Forstwirtschaft im Südosten des Distrikts. Die gesamte Gegend ist verkehrsgünstig gelegen, da die drei größten Ortschaften an Neuseelands wichtigster Fernstraßenverbindung, dem State Highway 1, angebunden sind. Der Distrikt erwirtschaftete im Jahr 2016 ein Bruttoinlandsprodukt (BIP) von 995 Mio. NZ$.

## Infrastruktur

### Verkehr
Verkehrstechnisch angebunden ist der Distrikt durch den New Zealand State Highway 1, der den Distrikt von Norden kommen in südwestlicher Richtung durchkreuzt und dabei durch Tokoroa verläuft. Im Süden des Distriktes verläuft der State Highway 30 in Ost-West-Richtung entlang der Distriktsgrenze. Der State Highway 35 beginnt in Tokoroa und verlässt bei Mangakino den Distrikt. Weitere State Highways verlaufen im nördlichen Bereich des Distrikts, wie die State Highways 5, 27 und 28.

## Sehenswürdigkeiten
Eine touristische Sehenswürdigkeit stellt der „Talking Poles Trail“ dar, der seit 1997 existiert. Seit dieser Zeit wurden über 40 „Talking Poles“ (Sprechende Pfähle) in Tokoroa aufgestellt.